# Овсепян, Альберт Азатович
Альберт Азатович Овсепян (арм. Ալբերտ Հովսեփյան; род. 13 января 1938, Парнаут, Гулрыпшский район, Абхазская АССР) — общественный и политический деятель Абхазской Республики, депутат и вице-спикер Народного собрания — Парламента Абхазии.

## Биография
Родился 13 января 1938 года в селе Парнаут Гульрипшского района Абхазской АССР в армянской семье.
После окончания школы, в 1956 году поступил в Сухумское армянское педучилище, по окончания которого в 1960 году работал педагогом в родной школе.
С 1961 по 1963 годы служил в рядах Советской Армии.
С 1965 по 1968 годы обучался в Сухумском педагогическом институте.
С 1968 по 1974 годы работал преподаватель математики в Яштухской средней школе. С 1975 года — преподаватель в Сухумской армянской школе № 9, где с 1978 по 1992 годы был заместителем, а с 1993 по 1999 годы — директором школы.
Избирался депутатом третьего, четвертого созыва в парламент республики.
28 марта 2007 года был избран депутатом Народного Собрания — Парламента Республики Абхазия тринадцатого созыва.

## Семья
Женат, имеет троих детей.